# Los Carants (Hortoneda)
Los Carants és un indret del terme municipal de Conca de Dalt, a l'antic terme d'Hortoneda de la Conca, al Pallars Jussà, en territori que havia estat del poble d'Hortoneda.
Està situat al nord del Tossal de Montserè, a l'esquerra de la llau dels Carants, al sud del Roc de Santa.